# NÖLB 10–12
Die NÖLB 10–12 waren drei Schmalspur-Dampftriebwagen der Niederösterreichischen Landesbahnen (NÖLB).

## Geschichte
Die NÖLB beschaffte 1904 drei Dampftriebwagen mit der Spurweite 760 mm, die etwas größer als die Triebwagen mit den Nummern NÖLB 1–3 waren. Die Fahrzeuge hatten die Achsformel A1 und wurden von Komarek gefertigt. Die Nummer 10 bekam später einen kleineren Kessel eingebaut. Die Fahrzeuge hatten bereits einen Dampftrockner.
Die Nummern 11 und 12 wurden 1910 ausgemustert und an die Fa. Janko verkauft. Die Nummer 10 blieb dagegen noch einige Jahre im Einsatz und wurde erst 1918 ausgemustert.
Die Nummer 11 wurde noch 1910 von der Fa. Janko an die Städtischen Dampf-Trambahn Oderberg weiter veräußert, wo der Wagen die Nummer 3 erhielt. Nach der Elektrifizierung der Straßenbahn in Oderberg wurde der Wagen noch einige Zeit als Gütertriebwagen genutzt und dann ausgemustert.